# Tarsiphantes latithorax
Genre
Synonymes
- Pannicularia Tanasevitch, 1983

Espèce
Synonymes
- Pannicularia sinuosa Tanasevitch, 1983

Tarsiphantes latithorax, unique représentant du genre Tarsiphantes, est une espèce d'araignées aranéomorphes de la famille des Linyphiidae.

## Distribution
Cette espèce  se rencontre en Russie de l'Oural au Tchoukotka, aux États-Unis en Alaska, au Canada au Yukon, aux Territoires du Nord-Ouest, au Nunavut et au Québec et au Groenland,.

## Publication originale
- Strand, 1905 : Araneae. Report of the Second Norwegian Arctic Expedition in the Fram, Kristiania, vol. 3, p. 22-30.